# Finnische Verfassung von 1919
Die finnische Verfassung von 1919 war die erste Verfassung der seit dem 6. Dezember 1917 unabhängigen Republik Finnland. Sie trat am 17. Juli 1919 in Kraft und ersetzte die noch aus schwedischer Zeit stammende gustavianische Verfassung von 1772. Sie blieb in ihren wesentlichen Zügen unverändert, bis sie am 1. März 2000 durch eine neue Verfassung abgelöst wurde. Als Resultat eines langen Streits zwischen republikanischen und monarchistischen Strömungen sah die republikanische Verfassung ein Staatsoberhaupt mit umfassenden Rechten vor, die an die früheren Monarchenrechte angelehnt waren.

## Entstehungsgeschichte
Der zur Verabschiedung der Verfassung von 1919 führende Prozess wurde durch die Abdankung des russischen Zaren Nikolaus II. eingeleitet. Die folgenden Verfassungsdebatten drehten sich in erster Linie um das Verhältnis zu Russland, die Frage der Staatsform und die Position des Parlaments. Politische Entwicklungen im Inneren und Äußeren gaben der Debatte immer wieder neue Richtungen, bis schließlich am 17. Juli 1919 eine republikanische Verfassung mit einem ungewöhnlich starken Präsidentenamt in Kraft trat und die Republik Finnland entstand.

### Zugehörigkeit zu Russland als Verfassungsfrage
Finnland war seit 1809 ein autonomes Großfürstentum im russischen Zarenreich. Während dieser Zeit hatte die Verfassung aus der früheren, schwedischen Zeit im Wesentlichen fortgegolten. Sie bestand in erster Linie aus der unter König Gustav III. erlassenen Verfassung von 1772, ergänzt durch die 1789 durch den sogenannten Vereinigungs- und Sicherheitsbrief gemachten Änderungen. Die aus der schwedischen Zeit hergebrachte Volksvertretung, der ständische Reichstag, wurde mit der Reichstagsordnung von 1906 durch ein in gleicher Wahl gewähltes Einkammerparlament ersetzt. Das oberste Verwaltungsorgan stellte in Finnland der Senat dar, dessen Mitglieder durch den Zaren bestimmt und diesem verantwortlich waren. Der Senat bestand aus zwei Abteilungen, der Rechts- und der Wirtschaftsabteilung. Erstere fungierte als oberstes Gericht, letztere war eine Art Regierung.
Zar Nikolaus II., Staatsoberhaupt des Großfürstentums wie des Gesamtreiches, verzichtete am 15. März 1917 als Folge der Februarrevolution auf den Thron. Die Regierungsgewalt wurde von einer parlamentarisch ernannten Provisorischen Regierung übernommen. Dies warf in Finnland umgehend die Verfassungsfrage auf, nachdem die überlieferte schwedische Verfassung zentral auf dem Vorhandensein eines Monarchen aufbaute. Politisch wie juristisch war zunächst vor allem umstritten, wie sich der Wegfall des Großfürsten auf die Zugehörigkeit Finnlands zum Russischen Reich auswirkte.
Die Provisorische Regierung beharrte rigoros auf dem Standpunkt, dass die Union zwischen Russland und Finnland weiterhin bindend sei und sie nur durch ausdrücklichen Vertrag gelöst werden könne. Die Mehrheit der finnischen Politiker in allen Parteien sah dagegen für eine Union ohne den gemeinsamen Monarchen keine Grundlage. Allerdings befürwortete die Mehrheit in den bürgerlichen Parteien eine Verhandlungslösung mit der russischen Regierung. Dieser kooperative Standpunkt wurde gestützt durch juristische Gutachten des Staatsrechtlers und Politikers Rabbe Axel Wrede, denen zufolge auch ohne den Zaren zwischen Finnland und dem Russischen Reich eine legitime staatsrechtliche Bindung bestehe. Die radikaleren Verfechter der Unabhängigkeit konnten sich auf das staatsrechtliche Gutachten des namhaften Professors Rafael Erich stützen, nach dessen Ansicht die Beziehung zu Russland eine reine Personalunion war, die nach der Abdankung des Zaren ohne Weiteres als aufgelöst zu betrachten sei.

### Unter Parlamentsmacht zur Unabhängigkeit

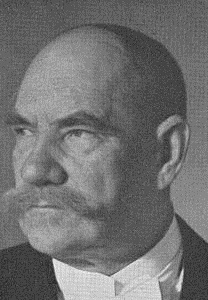
Pehr Evind Svinhufvud übernahm im Mai 1918 als Reichsverweser die verwaisten monarchischen Rechte als Staatsoberhaupt.

Die juristische Diskussion wurde bald von der politischen Entwicklung überrollt. Das von einer sozialdemokratischen Mehrheit geführte Finnische Parlament verabschiedete am 18. Juli 1917 das „Staatsgesetz“, mit dem es erklärte, die oberste Macht in Finnland nunmehr selbst auszuüben. Die zwischenzeitlich wieder erstarkte russische Provisorische Regierung löste im Einverständnis mit den finnischen Bürgerlichen das Parlament auf, und der paritätisch mit Sozialdemokraten und Bürgerlichen besetzte Senat beugte sich dieser Entscheidung gegen den Widerstand der Sozialisten. In der Neuwahl im Oktober verloren Letztere ihre Mehrheit. Gleichzeitig stürzte in Russland die Provisorische Regierung und die Bolschewiki ergriffen die Macht.
Auch die zuvor auf eine Kooperation mit Russland drängenden bürgerlichen Politiker Finnlands wollten Lenins Regierung nicht als Erben der kaiserlichen Macht ansehen. Zum zentralen Streitpunkt wurde nun die Frage, in wessen Hände die zuvor dem Zaren zugestandene Macht gelegt werden solle. Während die Sozialdemokraten darauf bestanden, dass entsprechend dem Staatsgesetz die oberste Staatsgewalt durch das Parlament ausgeübt werde, beriefen sich die Konservativen auf § 38 der Verfassung von 1772. Diese für den Fall des Erlöschens eines Herrscherhauses geschaffene Vorschrift sah vor, dass für die Übergangszeit ein Reichsverweserausschuss die königlichen Befugnisse halten solle.
In der Sitzung des Parlaments am 9. November standen sich drei Vorschläge gegenüber. Die Sozialdemokraten verlangten die rückwirkende Inkraftsetzung des Staatsgesetzes, was gleichzeitig die Ungesetzlichkeit des neuen Parlaments bedeutet hätte. Die konservativen Parteien beantragten die Einsetzung eines Reichsverweserausschusses. Der Kompromissvorschlag von Santeri Alkio vom Landbund sah die Ratifizierung des Staatsgesetzes ohne Rückwirkung vor. Die Tagesordnung sah vor, dass im ersten Abstimmungsgang zwischen den beiden Varianten des Staatsgesetzes gewählt werden und der Sieger dieser Abstimmung gegen die Reichsverweservariante antreten solle. Die Konservativen konnten an diesem Tag erreichen, dass sich ihr Vorschlag durchsetzte, indem sie im ersten Abstimmungsgang für den sozialdemokratischen Antrag stimmten und so sicherstellten, dass als Gegenvorschlag im zweiten Wahlgang nur eine Variante zur Verfügung stand, welcher der Landbund nicht zustimmen konnte.
Die endgültige Bestimmung der Reichsverweser wurde jedoch verschoben. Unterdessen waren die Unruhen im Land immer bedrohlicher geworden. Am 14. November rief die Arbeiterbewegung einen Generalstreik aus. Unter dem Eindruck des Streiks und zahlreicher damit zusammenhängender Gewalttaten trat am 15. November das Parlament erneut zusammen. Mit den Stimmen der Sozialdemokraten und gemäßigter Konservativer verabschiedete es schließlich einen erneuten Kompromissvorschlag Alkios:

„Da der Reichsverweserausschuss, in dessen Hände das Parlament die höchste Regierungsgewalt Finnlands zu legen beschlossen hat, noch nicht gewählt werden konnte, beschließt das Parlament, die Gewalt, die nach den geltenden Vorschriften dem Zaren und Großfürsten zugestanden hat, vorläufig selbst auszuüben.“

Finnland blieb damit vorläufig ohne formelles Staatsoberhaupt, hatte sich aber gleichzeitig faktisch von Russland gelöst. Die förmliche Unabhängigkeitserklärung des finnischen Parlaments vom 6. Dezember 1917 und die Anerkennung der Souveränität Finnlands durch Sowjetrussland am 4. Januar 1918 vollendeten den Ablösungsprozess.

### Monarchistische Entwicklung des Jahres 1918

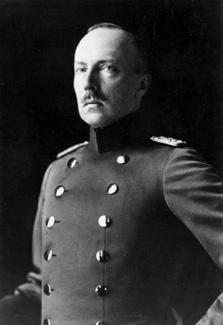
Prinz Friedrich Karl von Hessen wurde im Oktober 1918 zum König von Finnland gewählt, trat dieses Amt jedoch nie an.

Abgesehen von der Übernahme der Monarchenrechte durch das Parlament blieben die alten Institutionen zunächst bestehen. Die Regierung bildete der Senat, dessen Wirtschaftsabteilung als Regierungschef Pehr Evind Svinhufvud vorstand. Die weitere Klärung der verfassungsrechtlichen Fragen wurde durch die inneren Spannungen und den am 27. Januar 1918 ausbrechenden Bürgerkrieg in den Hintergrund gedrängt. Als der Bürgerkrieg schließlich zu Ende war, trat das Parlament am 15. Mai mit einem neuen Gesicht zusammen: Bis auf einen Abgeordneten fehlten alle sozialdemokratischen Volksvertreter.
Die so unter sich gebliebenen bürgerlichen Parteien waren sich einig, dass es mit der weiterhin geltenden gustavianischen Verfassung nicht vereinbar sei, dass die Volksvertretung die oberste Staatsgewalt ausübe. Stattdessen verlangte die Verfassung die Wahl eines neuen Königs. Als Übergangslösung orientierte sich das Parlament an der in der ausgehenden Kalmarer Union üblichen Praxis, als Stellvertreter des Königs einen Reichsverweser einzusetzen. Ohne diesen Titel offiziell zu verwenden, bestimmte das Parlament den Senatsvorsitzenden Svinhufvud zum Träger der obersten Staatsgewalt. Zum neuen Senatsvorsitzenden berief dieser Juho Kusti Paasikivi.
Sowohl Svinhufvud als auch Paasikivi waren entschiedene Monarchisten. Der neue Senat begann mit der Vorbereitung einer neuen, monarchistischen Verfassung. Für diese Richtungsentscheidung sprachen neben der staatspolitischen Überzeugung der Protagonisten auch außenpolitische Gründe. Die Regierung der bürgerlichen Seite hatte im Bürgerkrieg substanzielle Hilfe der deutschen Armee erhalten und sich in diesem Zuge auch vertraglich eng an Deutschland gebunden. Auch der neue finnische König sollte der deutschen Kaiserfamilie entstammen. Nachdem Prinz Oskar von Preußen, Sohn des Kaisers Wilhelm II., abgelehnt hatte, fiel die Wahl auf den mit der Kaiserfamilie verschwägerten Friedrich Karl von Hessen.
Die monarchistische Richtung war unter den Parlamentsparteien jedoch nicht unumstritten. Insbesondere der Landbund unter Santeri Alkio war nachdrücklich republikanisch eingestellt, aber auch Teile der Jungfinnischen Partei, führend unter ihnen Kaarlo Juho Ståhlberg zählten zum republikanischen Lager. Dieses konnte sich besonders auf die Unabhängigkeitserklärung vom 6. Dezember 1917 berufen, in welcher ausdrücklich eine republikanische Verfassung angekündigt worden war. Der Senat legte dem Parlament im Juni den Entwurf für eine monarchistische Verfassung vor, die starke republikanische Opposition verhinderte aber in drei Wahlgängen bis zum August das Zustandekommen der notwendigen Fünfsechstelmehrheit. Daraufhin berief sich der Senat auf die weiterhin gültige Verfassung von 1772 und ließ auf deren Grundlage eine Königswahl durchführen. So wurde Friedrich Karl am 9. Oktober 1918 zum König Finnlands gewählt.

### Republik mit monarchistischem Einschlag

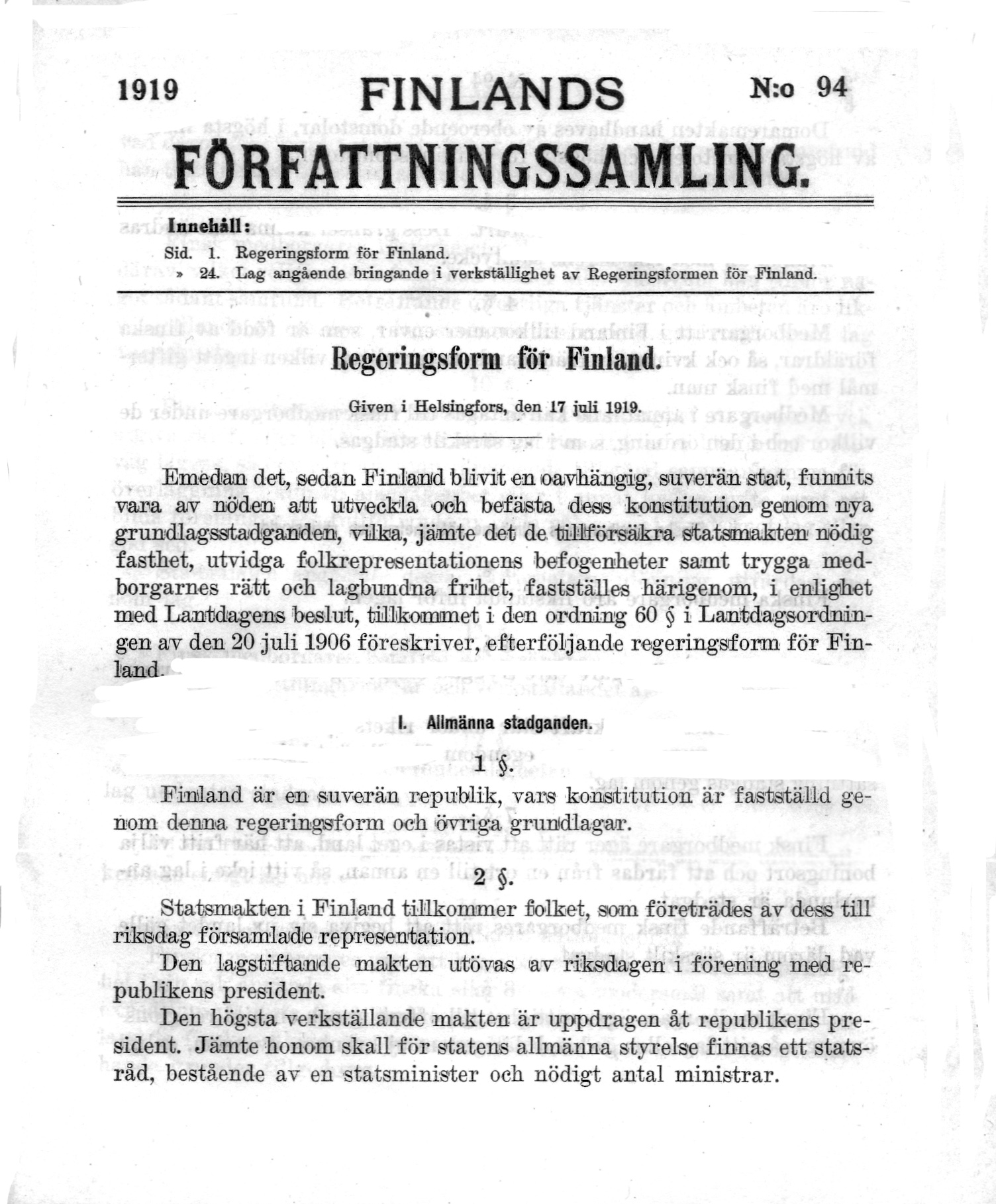
Die erste Seite der Verfassung auf Schwedisch.

Erneut wurde die Verfassungsdebatte von den äußeren Ereignissen überholt. Der Zusammenbruch der deutschen Kriegführung und die Abdankung des Kaisers Wilhelm II. am 9. November 1918 entzogen der finnischen Krone des Deutschen Friedrich Karl den Boden. Svinhufvud und Paasikivi wandten sich nun an den ehemaligen Oberbefehlshaber der Armee, Carl Gustaf Emil Mannerheim, der im Mai unter anderem wegen seiner kritischen Haltung an der Deutschlandorientierung der Regierung seinen Rücktritt eingereicht hatte und nun die Beziehungen zu den Ententemächten verbessern sollte. Paasikivis Senat wurde am 27. November durch eine neue Regierung unter Lauri Ingman ersetzt. Erstmals wurde die Regierung nicht mehr Senat, sondern Staatsrat (valtioneuvosto) genannt, und Ingman fungierte als Ministerpräsident. Am 12. Dezember trat Svinhufvud zurück, Mannerheim wurde neuer Reichsverweser. Zwei Tage später verzichtete Friedrich Karl offiziell auf seine Krone.
Zur gleichen Zeit führten die fundamentalen Differenzen in der Frage der Staatsform zu einer Neusortierung der bürgerlichen Parteienlandschaft. Der Großteil der Jungfinnischen Partei sowie die kleine Volkspartei gingen in der republikanischen Nationalen Fortschrittspartei auf, die jungfinnischen Monarchisten und der Großteil der Finnischen Partei gründeten die Nationale Sammlungspartei. Republikanisch gesinnt waren auch der Landbund sowie die Sozialdemokraten. Auf Druck der Ententemächte wurden im März 1919 Parlamentswahlen abgehalten, die den republikanischen Parteien eine überwältigende Mehrheit bescherten. Zum neuen Ministerpräsidenten bestimmte der Reichsverweser Kaarlo Castrén von der Fortschrittspartei.
In dieser politischen Lage war es nunmehr offensichtlich, dass die neue Verfassung Finnlands eine republikanische sein würde. Die Parlamentsmehrheit aus Sozialdemokraten, Landbund und Fortschrittspartei befürwortete eine die Volkssouveränität betonende Lösung, in welcher die Macht auf das Parlament konzentriert wäre. Die bisherigen Monarchisten verlangten dagegen, dass dem Staat ein starkes Staatsoberhaupt vorstehen müsse, ob dies nun ein König oder ein Präsident sei. Sie stützten sich auf die Montesquieu’sche Lehre von der Gewaltenteilung und auf die Ansicht, dass ein unabhängiges Staatsoberhaupt eigensüchtige und überstürzte Entscheidungen verhindern könne.
Die Reichstagsordnung sah vor, dass ein verfassungsändernder Beschluss mit einfacher Mehrheit gefasst werden und nach einer weiteren Parlamentswahl vom nächsten Parlament mit Zweidrittelmehrheit bestätigt werden müsse. Ohne eine zwischenzeitliche Wahl bedurfte der Beschluss einer Fünfsechstelmehrheit. Daher konnten die Monarchisten mit ihren rund 50 der 200 Abgeordneten die Verfassungsgebung bis nach einer weiteren Parlamentswahl aufschieben. Bis dahin würde nicht einmal ein Präsident gewählt werden können. Da die labile außenpolitische Lage einen solchen Schwebezustand gefährlich erscheinen ließ, wurden den Monarchisten bedeutende Zugeständnisse gemacht. Am 21. Juni 1919 verabschiedete das Parlament eine Verfassung, die auf dem bereits 1917 von einer Kommission unter der Leitung von Kaarlo Juho Ståhlberg erarbeiteten Entwurf sowie auf dem Kompromissvorschlag von Heikki Ritavuori beruhte und mit dem starken Präsidenten an der Spitze monarchistische Züge erkennen ließ. Nach kurzem Zögern unterzeichnete der monarchistisch gesinnte Reichsverweser Mannerheim am 17. Juli die Verfassung, die damit in Kraft trat.

### Weitere Verfassungsgesetze und Geltungsdauer
Das Tauziehen um die richtige Verfassung und die letztlich eilige Verabschiedung der Verfassung hatten zur Folge, dass nicht alle sachlich zur Staatsverfassung gehörenden Regelungen im 1919 verabschiedeten Verfassungsgesetz (wie in Schweden „Regierungsform“, hallitusmuoto, genannt) niedergelegt wurden. Die Reichstagsordnung (valtiopäiväjärjestys) von 1906, die zum verfassungsrechtlichen Kernbereich gehörende Regelungen wie das Gesetzgebungsverfahren enthielt, blieb unverändert in Kraft, bis sie 1928 erneuert und den Bedürfnissen der Republik angepasst wurde. Einige weitere Bereiche waren 1919 ungeregelt geblieben, und so wurde die Verfassung 1922 durch zwei weitere Gesetze ergänzt, eines betreffend die Kontrolle und Verantwortlichkeit von Regierungsmitgliedern, das andere betreffend den Staatsgerichtshof.
Diese vier Gesetze hatten gleichermaßen Verfassungsrang und ihre Änderung konnte nur im verfassungsgebenden Verfahren erfolgen. Es gehörte damit während der gesamten Geltungsdauer der Verfassung von 1919 zu den (mit dem benachbarten Schweden geteilten) Besonderheiten des finnischen Verfassungsrechts, dass die Verfassung nicht in einem, sondern in vier Gesetzesdokumenten enthalten war. Sie blieb mit vereinzelten Änderungen in Kraft, bis sie mit Wirkung zum 1. März 2000 von der neuen finnischen Verfassung abgelöst wurde.

## Grundzüge der finnischen Verfassungsordnung 1919–2000
Die durch die Verfassung von 1919 geschaffene Verfassungsordnung hatte in ihren wesentlichen Zügen bis ins Jahr 2000 Bestand. Sie fußte auf der Gesetzgebungsmacht des Parlaments einerseits und einer starken administrativen Stellung des Präsidenten andererseits. Viele der wesentlichen Züge der Verfassungsordnung lehnten sich an die im Großfürstentum Finnland geltenden Institutionen an.

### Parlament

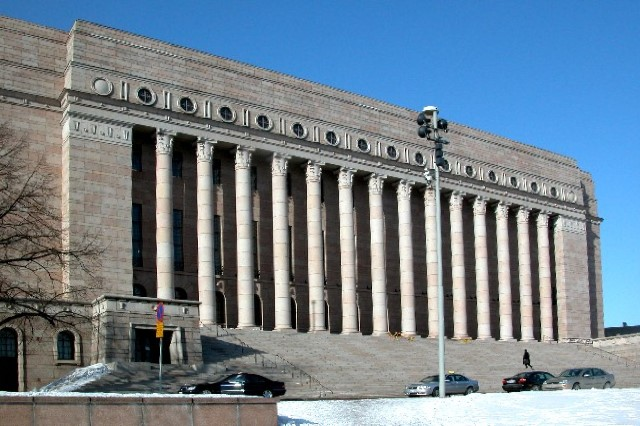
Seit 1931 tagt das finnische Parlament im von Johan Sigfrid Sirén entworfenen Parlamentsgebäude.

Die oberste Gewalt im Staat sprach die Verfassung von 1919 der Volksvertretung zu, welche im Finnischen den 1906 angenommenen Namen Parlament (eduskunta, wörtlich „Vertreterschaft“), in der schwedischen Sprache dagegen weiterhin den aus der Zeit von König Gustav I. Wasa stammenden Namen Reichstag (riksdag) führte. Das Parlament war das zentrale Gesetzgebungsorgan. Gesetzesinitiativen konnten vom Staatsrat, aber auch von einzelnen Abgeordneten ausgehen. Die Legislaturperiode des Parlaments betrug ursprünglich drei Jahre. Sie wurde 1954 um ein Jahr verlängert.
Die Wahl des aus 200 Abgeordneten bestehenden Parlaments erfolgte in allgemeiner und gleicher Wahl durch alle männlichen und weiblichen Staatsbürger ab dem Alter von 24. Die Altersgrenze wurde 1945 auf 21, 1970 auf 20 und schließlich 1975 auf 18 Jahre gesenkt. Alle Wahlberechtigten waren auch passiv wahlberechtigt. Das Wahlsystem beruhte auf einer Einteilung in Wahlkreise, aus denen jeweils im Verhältniswahlrecht eine dem Bevölkerungsanteil des Wahlkreises entsprechende Zahl von Abgeordneten gewählt wurde. Seit 1948 bildete die autonome Provinz Åland einen eigenen Wahlkreis, der unabhängig von der Einwohnerzahl einen Abgeordneten entsandte.
In den Wahlen gab der Wähler seine Stimme nicht einer Partei, sondern unmittelbar individuellen Kandidaten. Die Gesamtsumme der an Kandidaten einer Partei gegebenen Stimmen in einem Wahlkreis entschied über die Zahl der von dieser Partei aus dem Wahlkreis zu entsendenden Abgeordneten, wobei die Verteilung nach dem D’Hondt-Verfahren erfolgte. Die Sitze der Partei wurden von den Kandidaten mit den meisten individuellen Stimmen eingenommen.

### Präsident und Regierung
Die starke Stellung des finnischen Präsidenten, die deutliche Züge des bisherigen monarchistischen Systems trug, gehörte zu den prägenden Eigenschaften der finnischen Verfassung von 1919. Der Präsident war der Oberbefehlshaber der Armee. In Kriegszeiten konnte er den Befehl an eine andere Person übertragen, war hierzu aber nicht verpflichtet. Die Außenpolitik unterstand der Autorität des Präsidenten, für Entscheidungen über Krieg und Frieden bedurfte er jedoch der Zustimmung des Parlaments. Er hatte das jederzeitige Recht, das Parlament nach eigenem Ermessen aufzulösen und Neuwahlen anzusetzen. Vom Parlament beschlossene Gesetze bedurften grundsätzlich der Unterschrift des Präsidenten. Verweigerte er die Ausfertigung, konnte das Gesetz erst nach den nächsten Parlamentswahlen durch das neue Parlament erneut beschlossen werden. In diesem Fall trat es auch ohne die Ausfertigung des Präsidenten in Kraft.
Die Regierung des Landes stellte der Staatsrat dar. Dieser stand in der Kontinuität der Wirtschaftsabteilung des Senats aus der Zeit des Großfürstentums. Der Vorsitz wurde vom Ministerpräsidenten geführt. Ebenso wie früher der Senat wurde der Staatsrat nicht vom Parlament gewählt, sondern vom Präsidenten ernannt. Die neue Verfassung sah vor, dass der Staatsrat das Vertrauen des Parlaments genießen müsse. In der Verfassungspraxis wurde es als ausreichend angesehen, dass das Parlament dem Staatsrat kein ausdrückliches Misstrauensvotum aussprach. Seiner Natur nach war der Staatsrat damit vor allem ein Hilfsorgan der präsidentialen Verwaltung. In der Praxis schwankte das Ausmaß der Einflussnahme des Präsidenten auf die Regierungsbildung, ebenso wie die Ausübung seiner sonstigen Befugnisse, erheblich.
Die Wahl des Präsidenten erfolgte vermittels eines direkt vom Volk gewählten, mit 300 Personen besetzten Wahlmännergremiums. In zwei Wahlgängen erforderte die Wahl die absolute Mehrheit der Wahlmänner. Soweit kein Kandidat diese Mehrheit erreichte, fand zwischen den beiden Kandidaten mit den meisten Stimmen ein Stichentscheid im dritten Wahlgang statt. Dieses System wurde 1988 durch ein gemischtes Verfahren ersetzt. Das Volk stimmte direkt über die Präsidentschaftskandidaten ab, wählte aber zugleich 300 Wahlmänner. Das Wahlmännergremium führte die Wahl durch, wenn nicht einer der Präsidentschaftskandidaten vom Volk die absolute Mehrheit der Stimmen erhalten hatte. Ab 1994 wurde die Präsidentenwahl schließlich auf eine direkte Volkswahl umgestellt, notfalls mit einem Stichentscheid im zweiten Wahlgang.
Damit das staatliche Leben der neuen Republik Finnland ohne weitere Verzögerungen in Gang kommen konnte, sah die Verfassung für die Wahl des ersten Präsidenten eine Ausnahmeregelung vor. Dieser wurde bereits am 27. Juli 1919 unmittelbar durch das Parlament gewählt. Der Kandidat des linken und mittleren politischen Spektrums, Kaarlo Juho Ståhlberg, setzte sich mit 143 zu 50 Stimmen gegen den für die Konservativen angetretenen Gustaf Mannerheim durch.
Die Amtszeit des Präsidenten betrug sechs Jahre. Ursprünglich konnte der amtierende Präsident beliebig oft erneut antreten. Im Jahr 1994 wurde durch Verfassungsänderung die Amtsinhaberschaft auf zwei aufeinanderfolgende Amtsperioden begrenzt.

### Verfassung und Gesetzgebung
Die Änderung der in den vier Verfassungsgesetzen niedergelegten Bestimmungen setzte ein besonderes Gesetzgebungsverfahren voraus. Nachdem das Parlament das Gesetz in dritter Lesung mit einfacher Mehrheit beschlossen hatte, musste das Gesetz über die nächste Parlamentswahl hinaus ruhen und sodann vom neuen Parlament mit Zweidrittelmehrheit bestätigt werden. Im Eilverfahren konnten verfassungsändernde Gesetze ohne zwischenzeitliche Wahl mit einer Fünfsechstelmehrheit verabschiedet werden.
Als verfassungsrechtliches Erbe aus der Zeit des Großfürstentums brauchten verfassungsändernde Gesetze nicht den Text der Verfassungsgesetze zu ändern. Vielmehr konnte jedes reguläre Gesetz Vorschriften enthalten, die mit der Verfassung in Konflikt standen. Ein solches als Ausnahmegesetz bezeichnetes Gesetz musste im gleichen Gesetzgebungsverfahren beschlossen werden wie ein unmittelbar verfassungsänderndes Gesetz. Das Institut der Ausnahmegesetze hatte sich in der Zeit der russischen Herrschaft entwickelt, da damals die alten schwedischen Verfassungsgesetze fortgalten, diese aber nach seinerzeitigem Verständnis durch finnische Staatsorgane nicht unmittelbar geändert werden konnten. So mussten sich die finnischen Gesetzgeber mit der mittelbaren Änderung der Vorschriften durch Ausnahmegesetze behelfen.
Die Kontrolle der Verfassungsmäßigkeit von Gesetzen wurde bereits in der russischen Zeit durch einen Gesetzesausschuss der finnischen Stände ausgeübt. Diese Tradition setzte sich im unabhängigen Finnland im Verfassungsausschuss des Parlaments fort. Dieses aus Parlamentsabgeordneten gebildete Gremium gab im jeweiligen Gesetzgebungsverfahren Stellungnahmen zu Verfassungsfragen ab. Dabei war Zielrichtung der Vorabkontrolle vornehmlich die Findung des richtigen Gesetzgebungsverfahrens: Solange das Ausnahmegesetzverfahren eingehalten wurde, konnte ein Gesetz nach finnischem Verständnis nicht gegen die Verfassung verstoßen. Erst im letzten Jahrzehnt des Bestehens der Verfassung von 1919 verschob sich die Praxis in Richtung auf eine inhaltliche Anpassung der Gesetze.
Der Verfassungsausschuss war in der Verfassung von 1919 nicht ausdrücklich vorgesehen und wurde erst 1995 im Zuge der Grundrechtsreform in den Verfassungstext aufgenommen. Nichtsdestoweniger stellte er die einzige Kontrollinstanz dar. Weder sah die Verfassung ein Verfassungsgericht vor, noch hatten die finnischen Gerichte die Kompetenz, einfache Gesetze wegen eines Verstoßes gegen die Verfassung zu verwerfen oder unangewendet zu lassen.

### Grundrechte
Das zweite Kapitel der Verfassung von 1919 enthielt eine Reihe von Grundrechten, unter ihnen die Freiheit der Person, der Gleichberechtigungsgrundsatz, Meinungs- und Pressefreiheit, Versammlungs- und Vereinigungsfreiheit sowie die Glaubensfreiheit. Die Regelungen zu den Grundrechten waren knapp und beschränkten sich in vielen Fällen auf die Aufzählung des Rechts und die Feststellung, dass über den Gebrauch des Grundrechts durch Gesetz bestimmt wird. In der Praxis haben sich daher nur schwerfällig konkrete Anwendungsgrundsätze herausgebildet, vornehmlich durch die Tätigkeit des Verfassungsausschusses. In den Gerichten blieb die direkte Anwendung der Grundrechte ein seltener Ausnahmefall. Im Jahr 1995 wurden die Grundrechte in einer umfassenden Reform neu gefasst und internationalen Standards angepasst. Auch nach der Reform blieb es jedoch dabei, dass die Grundrechte keinen individuellen Schutz gegen grundrechtswidrige formelle Gesetze des Parlaments gewährten.
Die Verfassung legte fest, dass die finnische und die schwedische Sprache gemeinsam Landessprachen sind und sich grundsätzlich gleichberechtigt gegenüberstehen. Die Verfassung stellte damit einen ersten Schlusspunkt hinter den über Jahrzehnte erbittert geführten Sprachenstreit dar.

## Ablösung
Seit den Siebzigerjahren des 20. Jahrhunderts war die finnische Verfassung zunehmendem Modernisierungsdruck ausgesetzt. Viele Einzelreformen, die bedeutendste unter ihnen die Grundrechtsreform, wurden im Wege der Änderung einzelner Verfassungsvorschriften durchgeführt. Zunehmend gewann aber die Auffassung Oberhand, dass die in verschiedene Grundgesetze verstreute Verfassung auf Dauer nicht in zufriedenstellender Weise modernisiert werden kann. Das Parlament forderte die Regierung 1990 zur Vorbereitung eines neuen Grundgesetzes auf. Im Folgejahr schloss sich die Verfassungskommission diesem Standpunkt an. 1992 brachte das Parlament zum Ausdruck, dass es insbesondere eine stärkere Bindung des Präsidenten an das Parlament für erforderlich hält. Der Staatsrat legte 1998 den Entwurf für die neue Verfassung vor, die in modifizierter Form am 1. Juni 1999 verabschiedet wurde. Sie trat am 1. März 2000 in Kraft und hob damit alle vier bisherigen Verfassungsgesetze auf.